# Le Mystère du bahut espagnol (téléfilm)
Pour la nouvelle, voir Le Mystère du bahut espagnol.
Le Mystère du bahut espagnol (The Mystery of the Spanish Chest) est un téléfilm britannique de la série télévisée Hercule Poirot, réalisé par Andrew Grieve, sur un scénario de Anthony Horowitz, d'après la nouvelle Le Mystère du bahut espagnol, d'Agatha Christie.
Ce téléfilm, qui constitue le 27e épisode de la série, a été diffusé pour la première fois le 17 février 1991 sur le réseau d'ITV.

## Synopsis
À l'opéra, lady Chatterton rencontre Hercule Poirot. Elle lui demande son aide car elle craint que son amie Marguerite Clayton soit en danger. Le mari jaloux de Marguerite, Edward Clayton, s'apprêterait à la tuer, pensant qu'elle a une liaison avec le major Rich. 
Poirot se rend donc à une fête chez le major pour rencontrer Edward Clayton, mais celui-ci ne vient pas. Et le lendemain ce n'est pas le corps de Marguerite que l'on retrouve mais celui de son mari, dans le bahut espagnol du major.

## Fiche technique
- Titre français : Le Mystère du bahut espagnol
- Titre original : The Mystery of the Spanish Chest
- Réalisation : Andrew Grieve
- Scénario : Anthony Horowitz, d'après la nouvelle Le Mystère du bahut espagnol (1960) d'Agatha Christie
- Décors : Rob Harris
- Costumes : Robin Fraser-Paye
- Photographie : Chris O'Dell
- Montage : Andrew McClelland
- Musique originale : Christopher Gunning
  - Musique additionnelle : Fiachra Trench
- Casting : Rebecca Howard
- Production : Brian Eastman
  - Production déléguée : Nick Elliott
- Sociétés de production : Carnival Films, London Weekend Television
- Pays d'origine :  Royaume-Uni
- Langue originale : Anglais
- Genre : Policier
- Durée : 50 minutes
- Ordre dans la série : 27e - (8e épisode de la saison 3)
- Première diffusion :
  -  Royaume-Uni : 17 février 1991 sur le réseau d'ITV

## Distribution
- David Suchet (VF : Roger Carel) : Hercule Poirot
- Hugh Fraser (VF : Jean Roche) : Capitaine Arthur Hastings
- Philip Jackson (VF : Claude d'Yd) : Inspecteur-chef James Japp
- John McEnery : Colonel Curtiss
- Caroline Langrishe : Marguerite Clayton
- Pip Torrens : Major Rich
- Malcolm Sinclair : Edward Clayton
- Antonia Pemberton : Lady Chatterton
- Peter Copley : Burgoyne (le majordome de Rich)
- Sam Smart : Smithy (un valet du club)
- Edward Clayton : Rouse
- Metin Yenal : un arbitre
- Richard Cawte : un jeune officier
- Victoria Scarborough : une danseuse
- Christopher Lamb : un danseur
- Melissa Wilson : une femme de chambre
- Andy Mulligan : un reporter
- Clem Davies : un reporter
- Roger Kemp : un docteur
- John Noble : Rigoletto
- Catherine Bott : Gilda